# Yūsuke Imamura (Fußballspieler, 1997)
Yūsuke Imamura (japanisch 今村 優介 Imamura Yūsuke; * 27. Dezember 1997 in der Präfektur Kanagawa) ist ein japanischer Fußballspieler.

## Karriere
Yūsuke Imamura erlernte das Fußballspielen in der Universitätsmannschaft der Kanto Gakuin University. Seinen ersten Vertrag unterschrieb er am 1. Februar 2020 bei Azul Claro Numazu. Der Verein aus Numazu, einer Hafenstadt in der Präfektur Shizuoka auf Honshū, spielte in der dritten japanischen Liga, der J3 League. Sein Drittligadebüt gab Yūsuke Imamura am 27. Juni 2020 im Heimspiel gegen Fujieda MYFC. Hier wurde er in der 63. Minute für Ryō Watanabe eingewechselt. Insgesamt bestritt Imamura 45 Drittligaspiele für Numazu. Im Januar 2022 wechselte er in die vierte Liga, wo er sich in Osaka dem FC Osaka anschloss. Am Ende der Saison wurde er mit Osaka Vizemeister der vierten Liga und stieg somit in die dritte Liga auf.